# 東京都道423号渋谷経堂線
東京都道423号渋谷経堂線（とうきょうとどう423ごう しぶやきょうどうせん）は、東京都渋谷区と同世田谷区を結ぶ特例都道である。通称は「淡島通り」（あわしまどおり）。

## 起点・終点
- 起点：渋谷区神泉町（厳密には神泉町交差点より渋谷寄り・国道246号・東京都道317号環状六号線〈旧山手通り〉）
- 終点：世田谷区小田急線経堂駅前（東京都道118号調布経堂停車場線）

## 通過する自治体
- 東京都
  - 渋谷区
  - 目黒区
  - 世田谷区

## 接続する道路
- 東京都道317号環状六号線〈山手通り〉（松見坂交差点）
- 東京都道420号鮫洲大山線（淡島交差点）
- 茶沢通り（代沢十字路交差点）
- 東京都道318号環状七号線（若林陸橋交差点）
- 東京都道427号瀬田貫井線（東急世田谷線の宮の坂駅と山下駅の間の踏切）

## 道路の特徴
道玄坂上と下北沢（森巌寺・淡島神社付近）を結んでいた道路と、現在の淡島交差点付近で分岐して調布市方面に向かっていた「滝坂道」が原型である。主に20世紀前半に経路変更が重ねられ、現在の形態となった（旧版地図による）。通称の「淡島通り」は森巌寺境内の淡島神社に由来するが（世田谷区史ほか）、現在は淡島神社付近は通らない。
車線数は概ね片側1車線+停車帯。標準計画幅員は15m。若林陸橋以東は現道幅員15mで完成しているが、若林陸橋以西は現道幅員が4m程度で狭隘なため、若林陸橋での環七内回りからの右折は禁止されている。
道玄坂上 - 山手通り、淡島交差点 - 下北沢の旧道は、それぞれ生活道路となっている。狭隘区間の整備については、東京都および世田谷区が「区部における都市計画道路の整備方針（第三次事業化計画）」及び「東京における都市計画道路の整備方針（第四次事業化計画）」を定め、「補助52号線」として優先整備路線のひとつに指定している。ただし、この計画に反対する動きもある。